# Elijah Interfaith Institute
Elijah Interfaith Institute (Instituto Interreligiós Elijah) es una organización internacional sin ánimo de lucro patrocinada por la UNESCO, fundada por el rabíino Alon Goshen-Gottstein el 1997 ubicada en Israel.
La misión de la Elijah Interfaith Institute, la resume su lema "Compartiendo la sabiduría, fomentamos la paz", potenciando la unidad dentro de la diversidad, creando un mundo armonioso. Mediante sus diversas actividades, la Elijah profundiza la interrelación entre líderes religiosos y eruditos  y, a través de ellos, divulga su visión dentro de sus diversas comunidades. El 2016, la Junta de líderes religiosos del mundo del Elijah Institute articuló el mensaje de Elijah cómo: "Las grandes religiones del mundo irradían la sabiduría que puede curar el mundo. El espíritu de Elijah es la sabiduría, la inspiración, la amistad y la esperanza a través de las tradiciones religiosas ".
Con la sede central en Jerusalén, Elijah cuenta con oficinas y representantes en diferentes países, y realiza sus actividades en múltiples escenarios internacionales.

## Elijah Board of World Religious Leaders
Uno de los proyectos destacados del instituto es el Elijah Board of World Religioso Leaders (Junta de líderes religiosos mundiales de Elijah) que reúne algunas de las figuras religiosas más destacadas del mundo del judaísmo, el islam, el cristianismo, el budismo y las religiones de la India para proporcionar una plataforma para el intercambio de ideas que conduzca a la transformación de las religiones y sus enseñanzas.  La Junta cuenta con unos 70 líderes de todas las tradiciones religiosas e incluye figuras como Dalai Lama, el cardenal Schonborn, el grande mufti Mustafa Ceric, Amma Amritanandamayi, el  rabino mayor Jonathan Sacks y el Swami Rameshwarananda Giri Maharaj. La junta representa una oportunidad para que estos líderes religiosos aborden colectivamente los problemas actuales desde los recursos de sus propias tradiciones. La Junta de líderes religiosos mundiales de Elijah se reúne en persona cada dos años, en diferentes lugares del mundo. Se han reunido siete veces, desde su creación en Sevilla en 2003. Los subgrupos se han reunido en proyectos específicos de interés común. Los miembros del Consejo responden periódicamente conjuntamente a cuestiones de preocupación global que exigen una voz religiosa unitaria.
El octava encuentro bianual se ha realizado entre el 25 y el 29 de noviembre de 2018 en Extremadura donde se han reunido 50 religiosos de todo el mundo de 6 corrientes diferentes. Para debatir el tema Identidad y misticismo. Las conclusiones servirán para redactar la Declaración de Amistad entre Religiones que se prevé firmar en 2020 en La Haya. Recibidos por el presidente de la Junta de Extremadura Guillermo Fernández Vara y por el Cardenal Osoro. El encuentro fue organizado por la Fundación Phi de la mano de Swami Rameshwrananda con la colaboración de la Junta de Extremadura y el Foro Interreligioso Internacional Transcendence.

## The Elijah Interfaith Academy
La Academia Elijah Interfaith proporciona la estructura institucional que permite a los académicos y profesores de diferentes tradiciones compartir su docencia, participar en proyectos comunes, crear recursos intelectuales y proporcionar un poderoso símbolo de cooperación interreligiosa. La temática de los proyectos realizados es la religión dentro de la sociedad contemporánea utilizando los cimientos teóricos de las relaciones interreligioses. Una serie de publicaciones de Lexington Books presenta la investigación de la Academia Interfaith. Varios proyectos de investigación y publicaciones se han centrado en la teología de las religiones, teniendo en cuenta los enfoques teológicos de una determinada religión hacia los otros, así como de cuestiones teóricas más amplias relacionadas con el pluralismo religioso. Un foro académico de la Academia Interfaith Elijah está dedicado al estudio de la vida mística y espiritual en un contexto interreligiós. Uno de los proyectos de investigación contemporánea se centra en el estudio de las personas religiosas destacadas que tienen el potencial de inspirarse en las tradiciones religiosas. Estos son estudiados a través de una categoría recientemente desarrollada: "Genios religiosos".